# Петрович, Михаило

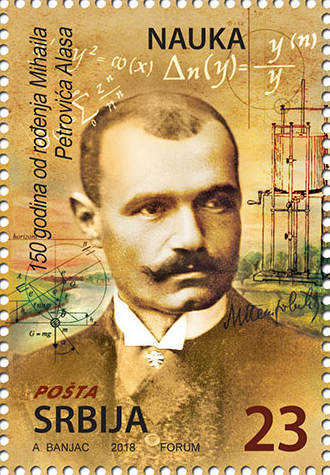
150 лет со дня рождения Михаила Петровича, Почта Сербии, 2018

Миха́ило Пе́трович «Алас» (серб. Михаило Петровић / Mihailo Petrović; 6 мая 1868, Белград — 8 июня 1943, там же) — сербский математик и изобретатель, доктор физико-математических наук, в течение многих лет профессор Белградского университета. Внёс значительный вклад в теорию дифференциальных уравнений и феноменологической модели, создатель одного из первых прототипов аналогового компьютера. Также известен как академик, писатель, публицист, рыбак, музыкант и путешественник, участник Первой и Второй мировых войн.

## Биография
Михаило Петрович родился 6 мая 1868 года в Белграде, Королевство Сербия. Был первым из пяти детей в семье профессора теологии Никодима Петровича и его жены Милицы (в девичестве Лазаревич).
В период 1878—1885 годов проходил обучение в Первой белградской гимназии, после чего изучал естественные науки на философском факультете в Белграде. В 1889 году отправился продолжать обучение в Париж, в частности сдал вступительные экзамены в Высшую нормальную школу. В Парижском университете получил степень математических наук (1891) и позже физических наук (1893). 21 июня 1894 года защитил докторскую диссертацию на тему дифференциальных уравнений и удостоился степени доктора философии по математике. Среди его учителей были такие выдающиеся французские учёные, как Анри Пуанкаре, Шарль Эрмит и Шарль Эмиль Пикар.
С этого времени преподавал математику в Белградской высшей школе (которая позже стала Белградским университетом), был одним из сильнейших специалистов в области дифференциальных уравнений этого учебного заведения, подготовил множество талантливых студентов — впоследствии читал здесь лекции до самого ухода на пенсию в 1938 году и неизменно выступал в качестве ментора при защите докторских диссертаций. Также в 1897 году стал членом-корреспондентом Сербской королевской академии наук и членом-корреспондентом Хорватской академии наук и искусств в Загребе. Уже в возрасте 31 года признан действительным членом Сербской академии наук.
На протяжении всей жизни Петрович увлекался рыбалкой, серьёзно обучался этому искусству и даже сдавал экзамен на звание мастера-рыболова — отсюда его прозвище Алас (речной рыбак). Любил играть на скрипке, в 1896 году основал музыкальное общество под названием «Суз». Сконструировал гидравлический интегратор и на Всемирной выставке 1900 года в Париже получил за это изобретение золотую медаль. Был заядлым путешественником, к примеру, посетил оба полюса, Северный и Южный.
В ходе своей длительной научной деятельности Петрович опубликовал множество проектов изобретений, научных работ, книг и записок, сделанных во время его морских экспедиций. Получил несколько престижных премий и наград, являлся членом нескольких иностранных академий наук (Прага, Бухарест, Варшава, Краков) и научных обществ. Когда в 1927 году умер Йован Цвиич, Михаило Петровича выдвинули на должность председателя Сербской королевской академии наук, однако в итоге не все профессора поддержали его кандидатуру, и он так и не был избран. Возможная причина этого — близкая дружба Петровича с князем Георгием Карагеоргиевичем, братом короля, которого в 1925 году арестовали и удерживали под домашним арестом. В 1931 году члены академии вновь единогласно выдвинули кандидатуру Петровича, но руководство вновь отвергло его. На должность назначили его коллегу-математика Богдана Гавриловича.
В 1939 году признан почётным доктором наук Белградского университета, тогда же награждён орденом Святого Саввы первой степени. В поздний период основал Белградскую школу математики, многие выпускники школы впоследствии продолжили его дело.
В качестве офицера участвовал в Балканских войнах и Первой мировой войне, после чего ушёл в запас. Практиковал криптографию, его шифровальные системы использовались югославской армией в течение многих лет. Когда в ходе Второй мировой войны немцы вторглись в Югославию, Петровича снова призвали в армию. Был захвачен в плен, но вскоре его отпустили из-за серьёзной болезни. Умер у себя дома в Белграде 8 июня 1943 года.

### Мика Алас
Петрович был страстным рыбаком, в том числе, успешно прошёл испытания и получил разрешение, на профессиональную ловлю рыбы в Дунае. Одна из его научных работ была посвящена описанию рыболовецкой лодки, характерной для Дунавского региона. Работа, первоначально была воспринята, как забавное чудачество известного учёного, но в последствие оказалось признанной, а выводы Петровича — верными. Из-за своей страсти Петрович получил прозвище Алас, т.е. «Рыбак», и вместе с сокращённым именем (серб. nadimak) Мика (аналог в русском языке — Миша), оно закрепилось в истории. В современной Сербии насчитывается большое число топонимов в честь Мики Аласа (буквально, Миши Рыбака). 

## Избранные работы
- O asimptonim vrednostima integrala i deferencijalnih jednačina, Beograd, 1895.
- Elementi matematicke fenomenologije, Beograd 1911.
- Les spectres numeriques, Paris 1919.
- Mecanismes communs aux phenomenes disparates, Paris 1921,
- Notice sur les travaux scientifiques de M. Michel Petrovich, Paris, 1922
- Durees physiques independantes des dimensions spatiales, Zurich-Paris, 1924.
- Lecons sur les spectres mathematiques, Paris, 1928.
- Integrales premieres a restrictions, Paris, 1929.
- Integrales qualitative des equations differentielles, Paris, 1931.
- Fenomenološko preslikavanje, Beograd, 1933.
- Jedan diferencijalni algoritam i njegove primene, Beograd, 1936.
- Članci, Beograd, 1949.
- Metafore i alegorije, Beograd 1967.
- Računanje sa brojnim razmacima, Beograd, 1932.
- Eliptičke funkcije, Beograd, 1937.
- Integracije diferencijalnih jednačina pomoću redova, Beograd 1938.
- Kroz polarnu oblast, Boegrad 1932.
- U carstvu gusara, Beograd, 1933.
- Sa okeanskim ribarima, Beograd, 1935.
- Po zabačenim ostrvima, Beograd, 1936.
- Roman jegulje, Beograd, 1940.
- Đerdapski ribolov u prošlosti i sadašnjosti, Beograd, 1941.
- Daleka kopna i mora, Beograd, 1948.
- Po gusarima i drugim ostrvima, Beograd 1952.
- S okenaskim ribarima, Subotica, 1953.
- Po gusarskim ostrvima, Beograd, 1960.
- Sa Arktika do Antarktika, Beograd, 1960.

Полное собрание сочинений:
- Том 1: Diferencijalne jednacine I
- Том 2: Diferencijalne jednacine II
- Том 3: Matematicka analiza
- Том 4: Algebra
- Том 5: Matematicki spektri
- Том 6: Matematicka fenomenologija
- Том 7: Elementi matematicke fenomenologije
- Том 8: Intervalna matematika — diferencijalni algoritam
- Том 9: Elipticke funkcije — integracija pomocu redova
- Том 10: Clanci — Studije
- Том 11: Putopisi I
- Том 12: Putopisi II
- Том 13: Metafore i alegorije — clanci
- Том 14: Ribarstvo
- Том 15: Mihailo Petrovic (pisma, bibliografija i letopis)